# V&R Planning
V&R Planning (V&Rプランニング, V & R Puranningu) és una empresa japonesa de producció i distribució de pel·lícules amb seu a Tòquio especialitzada en vídeos per adults (AV).

## Informació de l'empresa
V&R Planning va ser fundada l'abril de 1986 per Kaoru Adachi (安達かおる) que abans havia treballat a la televisió, principalment com a agent d'importació. El V&R significa "Visual and Retail". Aquest va ser un període en què el VCR es va fer àmpliament disponible al Japó i es va fer possible veure pel·lícules a casa. Es van fundar diversos estudis AV japonesos més o menys a la mateixa època, incloent h.m.p., CineMagic, Crystal-Eizou i Alice Japan. L'empresa va començar petita amb només dos empleats en un apartament d'una habitació a Tòquio i fins i tot dos anys més tard, quan el director Company Matsuo es va incorporar a l'empresa, només era el quart empleat. El març de 1991, V&R s'havia traslladat al seu propi edifici al barri de Setagaya de Tòquio i l'empresa es va incorporar el maig de 1991.
L'octubre de 1991, el director Yamashita Bakushishi (バクシーシ山下) es va incorporar a V&R i va començar a produir vídeos de violacions simulades que van provocar la ira de grups feministes i censors. V&R Planning s'havia unit al grup de censura voluntària Nihon Ethics of Video Association (NEVA) el maig de 1986, però després que alguns dels vídeos de Bakushishi fossin rebutjats per NEVA, V&R es va retirar de l'organització el març de 1993. Bakushishi va deixar l'empresa al 1996.
Les xifres financeres més recents de la llista de planificació de V&R mostren un capital de 10 milions de iens (uns 100.000 dòlars) i uns ingressos per vendes de 700 milions de iens (uns 7 milions de dòlars). El cap de l'empresa és Susumu Saegusa (三枝　進), el nom real del fundador i director Kaoru Adachi. L'antic director Company Matsuo descriu l'empresa com una empresa de mida mitjana del món audiovisual i "definitivament una de les més estranyes". Fa broma dient que V&R no significa "Violència i violació" com molta gent pensa.
Com amb altres companyies AV, V&R ha fet ús d'Internet per a publicitat i vendes. El 2003, el director general Machiki Katsumi va estimar que el 10% dels ingressos de l'empresa provenien d'Internet i esperava que això esdevingués "una part crucial d'aquest negoci".

### Documentals
V&R Planning no només fa AV: des del principi, el fundador Kaoru Adachi també va fer documentals. Adachi estava interessat en els vídeos de la mort i V&R va distribuir les versions japoneses de Faces of Death dels EUA com a Janku o Junk. Al voltant de 1989, la companyia va enviar el director Company Matsuo i un càmera al Brasil per filmar escenes de mort per la continuació de V&R de la sèrie Junk. Un documental de 2001 Orozco el embalsamador coproduït per V&R és centrat en un embalsamador colombià.
La companyia també va produir la trilogia de pel·lícules de viatges en bicicleta del director porno Katsuyuki Hirano. El primer, Yumika, sobre un viatge amb l'AV Idol Yumika Hayashi, fou estrenat el 1997, seguida per Encyclopedia of a Drifter (Nagaremono zukan) el 1998, i la sèrie es va completar amb el premiat relat de 1999 d'un viatge en bicicleta en solitari a l'extrem nord d'Hokkaido  enmig d'una tempesta de neu, Shiro - The White.

### V&R International
V&R International es va formar com a empresa subsidiària l'agost de 2001 amb seu a São Paulo, Brasil, per portar l'AV japonès al mercat internacional. Com que no es troba al Japó, V&R International pot oferir serveis sense censura. versions de productes V&R (que no tenen la pixilació del mosaic per enfosquir els genitals obligada per la llei japonesa) a països fora del Japó. Als Estats Units, els seus productes es publiquen a través del segell Oriental Dream.
El gener de 2009, V&R International va obrir el lloc web CRAZY JAPAN amb el lema "El millor de l'hentai japonès al teu abast". El lloc ofereix vídeos en línia de pagament per visió (PPV) de "porno japonès extrem" que inclou "aficionats, scat, S&M, gai, així com l'únic fenomen japonès 'chikan', l'art de palpar noies joves en trens i autobusos plens de gent".

### V&R Products
V&R Products (V&Rプロダクツ, V & R Purodakutsu) va ser creada com a filial de V&R Planning l'agost de 2004 per un grup de directors de V&R Planning, Shingo Takemoto, Temple Suwa, Taro Kanbe i Uzumaki Sasaki que volien més llibertat. expressió i l'oportunitat de seguir un curs menys extrem que els gèneres habituals de planificació de V&R. Shingo Takemoto va ser el president de la nova empresa que distribuïa els seus productes a través del conglomerat porno Soft On Demand. En una revisió d'un dels seus vídeos l'any 2006, l'estudi va ser descrit com un altre productor AV fent "vídeos de gènere estranys i divertits com Soft On Demand".
Però l'any 2007, quan V&R Products va demanar la total independència, l'empresa matriu es va negar i Takemoto i la resta del personal original van ser acomiadats. Takemoto i els altres van fundar una nova companyia AV Rocket. El nou cap de V&R Products és Kaoru Yoshikawa (吉川　薫).
L'agost de 2009, el lloc web de V&R Products va enumerar un total de 403 vídeos disponibles de l'empresa o uns 80 vídeos l'any produïts durant els cinc anys d'existència de l'empresa.

## AV Open
V&R Products va ser una de les 16 empreses convidades a competir al concurs AV Open de 2006. La seva entrada, etiquetada amb el codi de producció OPEN-0653, Tokyo Shinjuku Ward Office 24: Slut Division (こちら!東京24区 痴女区の区役所の痴女○○課) dirigida per Uzumaki Sasaki es va endur el 3r lloc a l'etapa de repte. V&R Products també va entrar a l'AV Open de 2007 amb el vídeo novetat, 100 Beautiful Women Come to My House (ある朝起きたら、家に美女が100人来た！), amb segell OPEN-0711.

## Segells
V&R ha llançat vídeos amb diverses etiquetes a més de V&R Planning, V&R Products i V&R International::
- Noah Select (des de 1986)
- Noah Select Special (des de 1989)
- Virgin (des de 1991)
- Vogue
- Pandore
- Desire
- Ume Gold

## Directors
Durant els més de 25 anys des de la fundació de V & R, diversos directors destacats han treballat amb l'empresa, com ara:
- Kaoru Adachi
- Yamashita Bakushishi (バクシーシ山下)
- Kunihiro Hasegawa
- Noboru Iguchi[26]
- Injan Koga AKA Innjean Koga (インジャン古河)
- Company Matsuo
- Eigo Mochizuki (望月英吾)
- Temple Suwa (テンプルすわ)
- Shingo Takemoto
- TOHJIRO[27]

## Actrius
Tot i que Yumika Hayashi i Reiko Miyazaki (宮崎レイコ) van fer una sèrie de primers vídeos amb V&R per als directors Company Matsuo i Kaoru Adachi, a causa de la l'èmfasi de l'empresa en la pornografia amateur i els fetitxes extrems, només unes quantes AV Idols han treballat per a V&R i normalment només un curt període:
- Kyōko Aizome
- Yumika Hayashi
- Mariko Kawana
- Hitomi Kobayashi
- Yuri Komuro
- Reiko Miyazaki
- Anna Ohura
- Nao Saejima
- Maria Yumeno

## Sèries
Les sèries de vídeos produïdes per V&R són:
- New Female Teacher Special (新・女教師スペシャル)
- Time Stop (時間よ止まれ！) - V&R Products series[29]